# Входо-Иерусалимская церковь (Суздаль)
Церковь Входа Господня в Иерусалим, или Входо-Иерусалимская церковь — церковь в центральной части Суздаля, расположенная между Торговыми рядами и оборонительными укреплениями Кремля. Построена в 1702—1707 годах, в XVIII веке составляла единый архитектурный ансамбль вместе с расположенной рядом тёплой Пятницкой церковью и снесённой колокольней с вогнутым шатром. Весь комплекс был окружён невысокой кирпичной оградой с воротами, каменный свод которых был выполнен в виде крещатой бочки.
Эта типичная для Суздаля летняя церковь была построена на месте снесённой из-за ветхости деревянной Пятницкой церкви. Здание типично для суздальского зодчества. Основной объём в форме четверика окаймлён по всему периметру карнизами с килевидными арочками, опирающимися на небольшие консоли. Три перспективных портала (южный, западный и северный) служат входом в храм, с восточной стороны примыкает глубокая полукруглая апсида. Стены церкви гладкие, а окна украшены резными наличниками с необычным рисунком. Сразу после постройки церковь была пятиглавой, но в XVIII веке четыре главы были снесены и восстановлены только в 1990-х годах.